# Gábor Straka
Gábor Straka (* 18. prosince 1981, Dunajská Streda) je slovenský fotbalista a rodák z Dunajské Stredy, který momentálně působí ve slovenském týmu FC Artmedia Petržalka do které přestoupil v roce 2003 ze slovenského klubu DAC Dunajská Streda. V roce 2006 byl na hostování v mateřském klubu.